# 蒙卡桑
蒙卡桑（法語：Moncassin，法語發音：[mɔ̃kasɛ̃]）是法国热尔省的一个市镇，位于该省南部，属于米朗德区。

## 地理
蒙卡桑（43°27'13"N, 0°28'46"E）面积13.93 平方千米，位于法国奧克西塔尼大區热尔省，该省份为法国西南部内陆省份，北起顺时针与洛特-加龙省、塔恩-加龙省、上加龙省、上比利牛斯省、大西洋比利牛斯省和朗德省接壤。
与蒙卡桑接壤的市镇（或旧市镇、城区）包括：贝洛克圣克拉芒、克莱蒙-普伊吉耶斯、圣阿罗芒、圣埃利特、圣梅达尔、圣米歇尔。

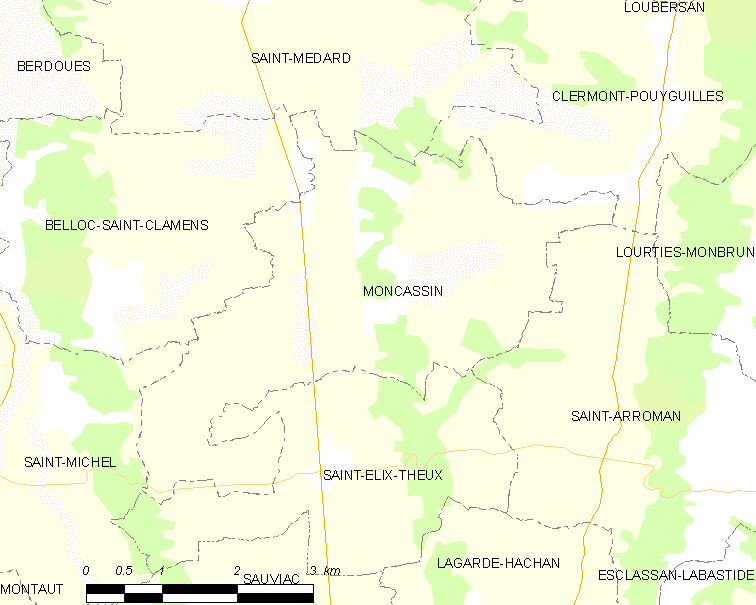
蒙卡桑的OSM定位图

蒙卡桑的时区为UTC+01:00、UTC+02:00（夏令时）。

## 行政
蒙卡桑的邮政编码为32300，INSEE市镇编码为32263。

## 政治
蒙卡桑所属的省级选区为米朗德-阿斯塔拉克县。

## 人口

1962-2008年间蒙卡桑人口变化图示

蒙卡桑于2022年1月1日时的人口数量为124人。